# Kenya Hara
Pour les articles homonymes, voir Kenya (homonymie).
Kenya Hara (原 研哉, Hara Ken'ya, né en 1958) est un graphiste et auteur japonais.  

## Biographie
Kenya Hara se forme à l'Université d'art de Musashino. Il est principalement connu en tant que designer graphique pour avoir été le directeur artistique de la marque japonaise Muji ainsi que pour ses expositions et ses écrits sur le design. 
Sa pensée du design est influencée par l'héritage de son père à la fois homme d’affaires et prêtre shintoïste. Pour la marque MUJI, il développe une esthétique du vide à travers un refus de l'image de marque et de tous les signes généralement utilisés pour attirer l'œil.
Il est membre de l'Alliance graphique internationale depuis 2001 et a obtenu le grand prix du Tokyo Art Directors Club (ADC) en 2003.
Au-delà de son travail de designer graphique, Hara développe sa pensée dans plusieurs ouvrages car « verbaliser le design est un autre acte de design. »
Dans Designing Design, publié en 2007, Hara présente ses théories et son approche philosophique du design. Il écrit : « Produire quelque chose de nouveau à partir de rien est créatif, mais faire du connu de l'inconnu est aussi un acte de création. Peut-être que ce dernier est plus utile pour comprendre ce qu'est le design. » L'ouvrage associe les réflexions de Hara sur le design aux nombreux exemples de projets commandés par lui dans le cadre de ses expositions.
Dans son livre White, Hara explore le blanc comme notion de design. Il y fait largement référence à Éloge de l'ombre (Tanizaki) de Jun'ichirō Tanizaki dans lequel l'auteur défend une esthétique de la pénombre au tournant du XXe siècle. Dans un entretien avec le journal The Japan Times, il explique être particulièrement intéressé par les esthétiques traditionnelles japonaises: « J'ai identifié quatre mots-clés qui leur sont liées: sensai (délicatesse), chimitsu (méticulosité), teinei (attention aux détails) et kanketsu (simplicité). »